# دونالد بي لاي
دونالد بي لاي (بالإنجليزية: Donald P. Lay)‏ هو قاضي أمريكي، ولد في 24 أغسطس 1926 في برينستون في الولايات المتحدة، وتوفي في 29 أبريل 2007 في نورث أوكس في الولايات المتحدة.